# 차코쥐속
차코쥐속(Andalgalomys)은 비단털쥐과 목화쥐아과에 속하는 설치류 속이다. 3종을 포함하고 있다.

## 특징
작은 설치류로 꼬리 길이 97~136mm를 제외한 몸길이가 77~136mm이고 몸무게는 최대 27g이다.

## 분포
아르헨티나 북부와 서부, 볼리비아 남부와 동부, 파라과이 서부에 널리 분포한다.

## 하위 종
- 올로그차코쥐 (Andalgalomys olrogi)
- 피어슨차코쥐 (Andalgalomys pearsoni)
- 로이크차코쥐 (Andalgalomys roigi)